# Čingovské hradisko
Čingovské hradisko je přírodní rezervace v oblasti Slovenský ráj.
Nachází se v katastrálním území obce Smižany v okrese Spišská Nová Ves v Košickém kraji. Území bylo vyhlášeno v roce 1982 a novelizováno v roce 1993 na rozloze 44,02 ha. Ochranné pásmo nebylo stanoveno.